# El Tablón (Atitalaquia)
El Tablón es un barrio perteneciente a la ciudad de Atitalaquia en el municipio homónimo en el estado de Hidalgo.

## Toponimia
Su nombre proviene del Náhuatl "Tetlilco" que significa "Tierra de Tepetate". 

## Historia
De acuerdo con los datos del Archivo histórico de localidades geoestadísticas del Instituto Nacional de Estadística y Geografía, se le dejó de considerar como Localidad de México en el censo de 1990; conurbandose a la ciudad de Atitalaquia.

## Geografía
Le corresponden las coordenadas geográficas 20°2′ 60.00” de latitud norte y 99°12′59.6″ de longitud oeste, con una altitud de 2150 m s. n. m. Se encuentra a una distancia aproximada de 1.2 kilómetros al noreste del centro de Atitalaquia.

## Cultura
La comunidad preserva las costumbres y tradiciones Mexicanas. Por lo que se lleva a cabo una fiesta patronal en honor a San Judas Tadeo el día 28 de octubre de cada año, sin embargo se realizan la quema de fuegos pirotécnicos en el mes de julio venerando a la Virgen de las Lágrimas.